# Ananuri
Ananuri (georgiska: ანანური) är en ort i Georgien. Den ligger i den östra delen av landet, 50 km norr om huvudstaden Tbilisi. Ananuri ligger 815 meter över havet och antalet invånare år 2014 var 336.

Ananuri
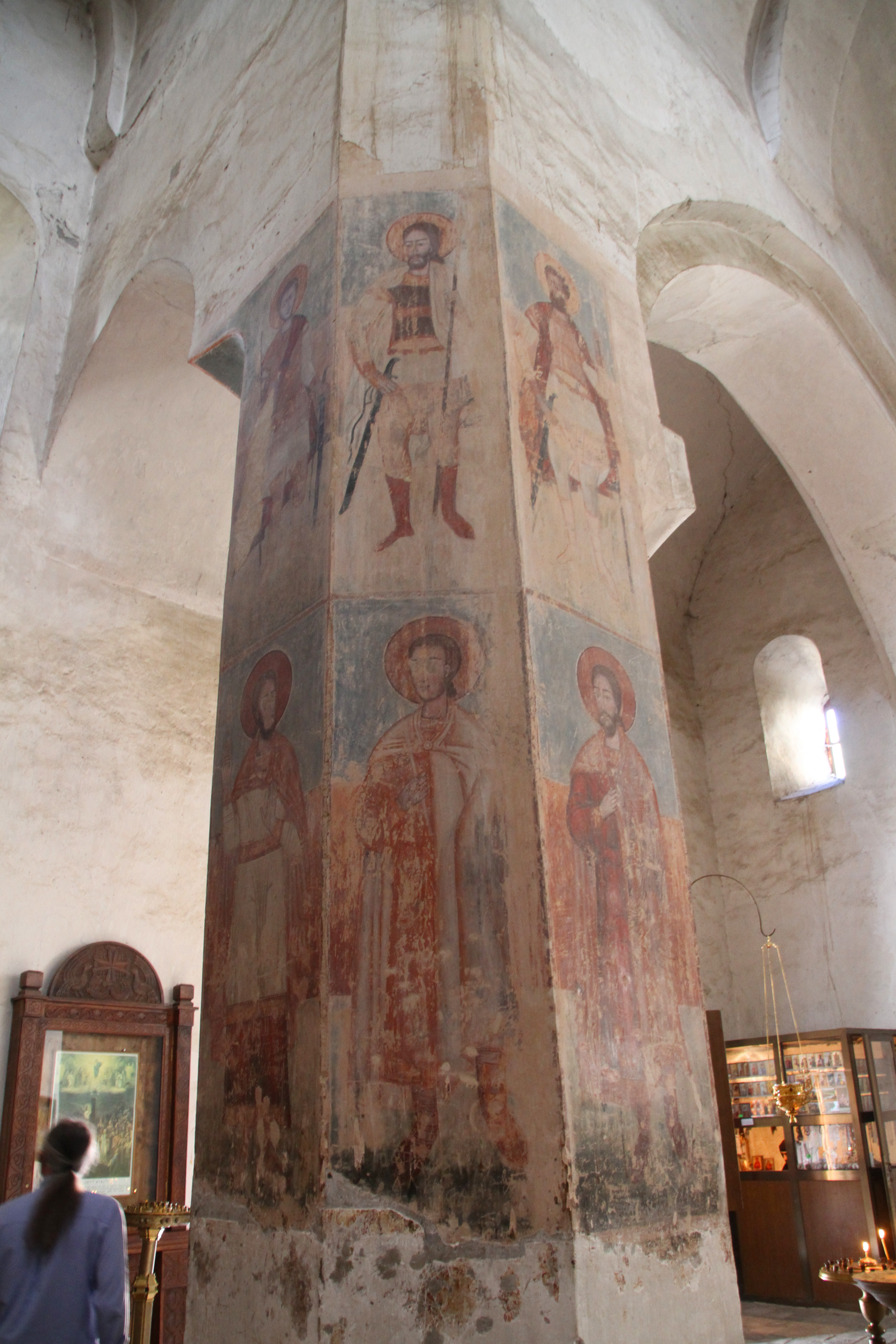
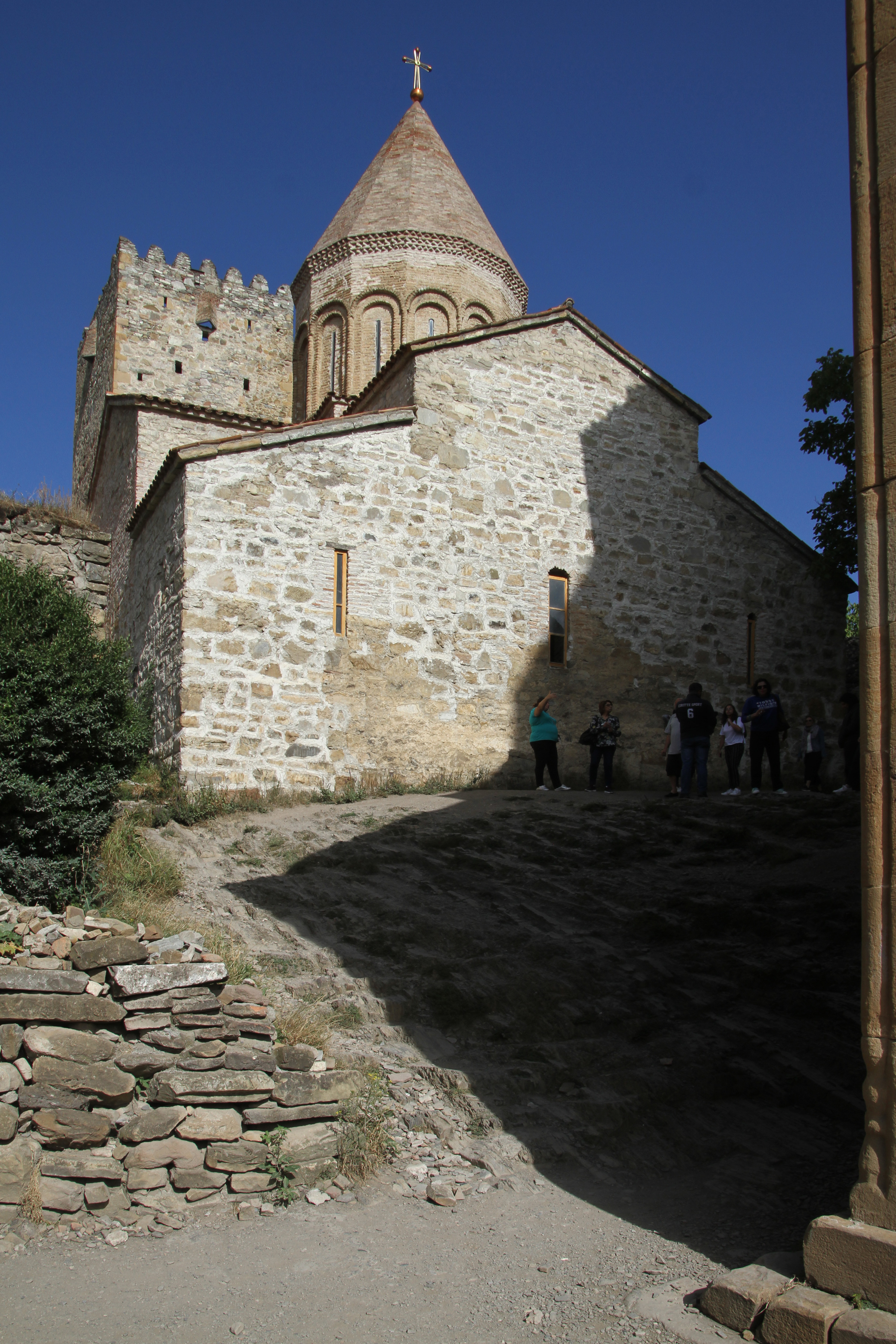
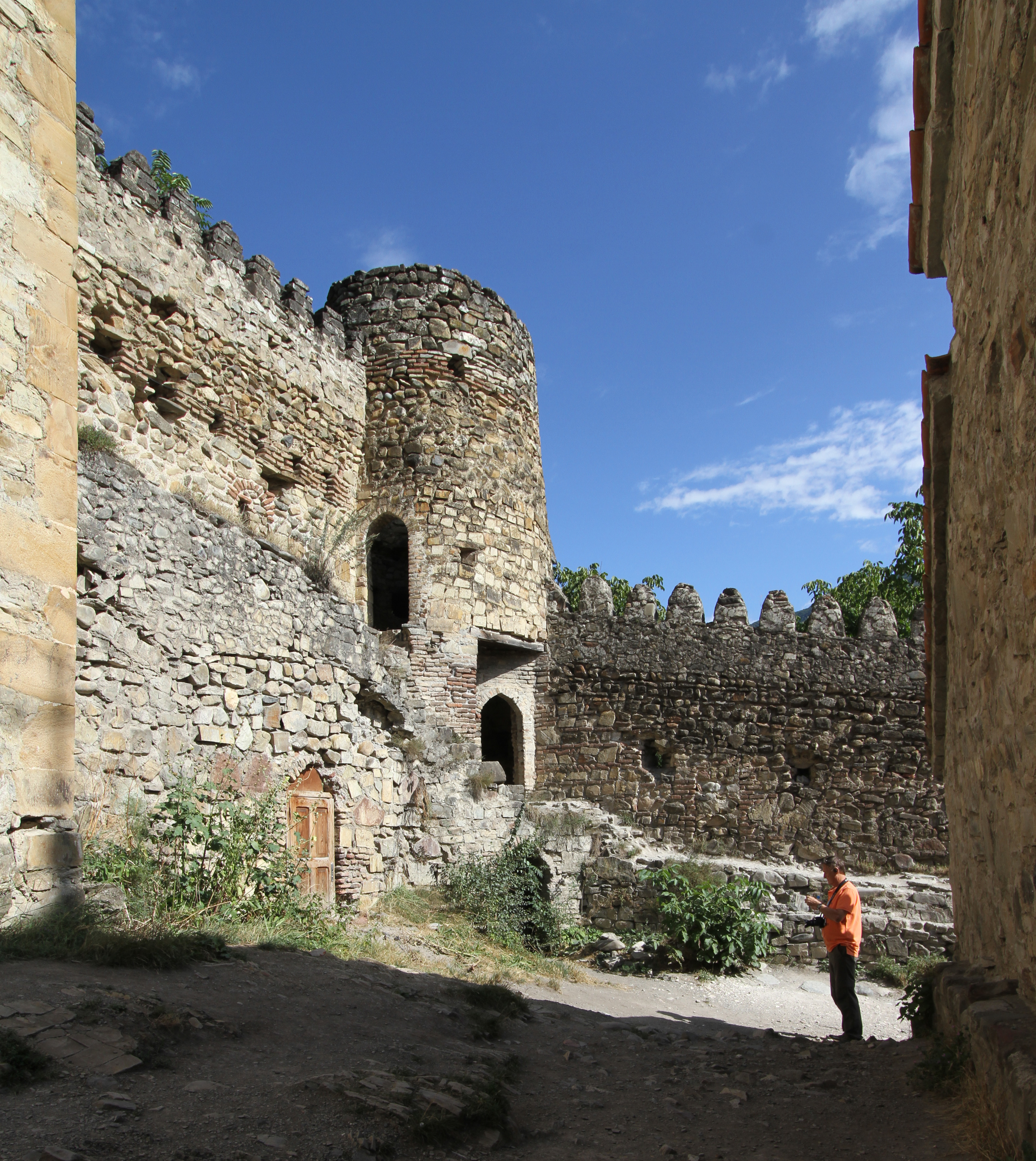